# Marie Humbert
Marie Humbert es una actriz de ascendencia suiza y ghanesa.

## Biografía
Humbert creció en seis países junto a su familia. Su padre es un suizo francés proveniente de Ginebra y su madre es ghanesa, oriunda de Akim Oda, en la región oriental.

## Carrera
Humbert interpretó a "Ebaner" en 40 and single, ganadora del premio del público como episodio piloto en el Festival de Cine de Los Ángeles 2018 y a "Susan" en Potomanto, su primer largometraje y por el que obtuvo una nominación en los premios de la Academia del Cine Africano como Mejor Actriz de Reparto y otra nominación a los premios Ghana Movie. Interpretó a "Makena" en An African City, y describió su papel como un reflejo de su experiencia personal al mudarse a Ghana hace unos años. Mencionó a Issa Rae y Meryl Streep, entre otras, como profesionales de la industria que la inspiran. En los Ghana Movie Awards 2016, fue nominada como mejor actriz en una serie dramática y descubrimiento del año. La ceremonia de premiación se llevó a cabo en el Kempinski Gold Coast Hotel, Acra en diciembre.

## Vida personal
Humbert es de origen ghanés y suizo. Estudió artes teatrales en Cours Florent en París, donde recibió el premio 'The Lesley Chatterley' a la mejor actriz en 2009. Antes de eso, culminó la licenciatura en artes de la Universidad Deakin en Melbourne, Australia, con especialización en Drama. Habla inglés y francés fluidamente.